# 人才中介
人才中介（英语：talent agent），也称签约中介（英语：booking agent），是代表人才和公司双方行使谈判、签约等权利的人物，中介的对象主要包括但不限于演员、导演、制片人、音乐家、模特、运动员、作家、编剧、播音员、记者，以及其他从事文字创作、娱乐工作或广播业务的各行各业人员和机构。 
人才中介还要负责维护、支持并拓展客户的利益。
职业的人才中介机构基本分为两种，一种是搭建部门人才架构，为企业物色人才的专向中介服务；一种是统括发展，为多个客户同时代理的中介。从业者有的基本上只代理一个专业，或完全只代理一个专业，例如造型设计中介、商业人才中介、文学出版中介、评论解说中介、广播电视中介、体育运动中介、音乐制作中介及其他各种中介服务，都是术有专攻的从业者。

## 演艺圈的经理人
在美国，演员的中介通常会从演员工会抽取演员所得的10%作为报酬，之外的工作最高则可达到20%。演员在获奖时也通常会选择中介人、宣传人、经纪人和律师作为自己感谢的对象。那些负责签署各种各样合约的全职人才中介，也被称作经理人。 

## 延伸阅读
- 中介
- 星探
- 经纪公司

## 站外链接
- 二十一世纪人才网--政府信息公开